# Deísmo en Inglaterra y Francia durante el siglo XVIII
El deísmo fue la actitud religiosa típica de la Ilustración, especialmente en Francia e Inglaterra. Esta postula la aplicación de la razón y que el mundo puede ser descubierto a través de la observación y la razón. Un deísta es definido como «aquel que cree en la existencia de un Dios o ser supremo pero niega la religión revelada, basando su creencia en la naturaleza y la razón». El deísmo era a menudo sinónimo de la llamada «religión natural» porque sus principios se extraen de la naturaleza y el razonamiento humano.
El deísmo no era una religión en el sentido habitual, ya que era una religión individual, practicada por los laicos educados, y era resultado de reflexiones puramente científicas. En contraste con el deísmo existen muchas religiones reveladas, como el judaísmo, el cristianismo, el Islam, el budismo y otras, que creen en lo sobrenatural y en la intervención de Dios en el mundo.

## Definiciones y distinciones
El concepto de deísmo surge por la necesidad que tenían sus practicantes de distinguirse de los teístas, así como de los ateos. Como el deísmo no es una iglesia organizada y tiene poca inclinación a convertirse en una, no es sorprendente que el deísmo sea muchas veces malentendido o malinterpretado.
La percepción falsa más común en lo concerniente a la realidad del deísmo es la indistinción del ateísmo. Esta malinterpretación del deísmo no es un problema contemporáneo, sino que se remonta al siglo XVII. J. M. Robertson explica que, antes de que el término «deísmo» fuera introducido al léxico inglés, los nombres para la no creencia eran simplemente «infidelidad» y «ateísmo». Por ejemplo, en 1665, Richard Baxter escribió La irracionalidad de la infidelidad y, en 1663, Edward Stillingfleet escribió Origines Sacrae, que lidia principalmente con visiones deístas, pero que llama «ateos» a todos los no creyentes. Así que todas las críticas racionales se hacían con el término «ateísmo» antes de que la expresión «deísmo» fuera acuñada. Pero, para mediados del siglo XVIII, cuando el deísmo inglés se había convertido explícitamente en un movimiento intelectual, la expresión «ateísmo» se seguía usando con referencia al deísmo para denotar que lo que sea que traspasara a los límites de la heterodoxia era ateísmo.
Al principio del siglo XVIII en Inglaterra y Francia gran número de personas estaba en el proceso de separar la fe cristiana y sustituirla por una actitud religiosa en la que la creencia en Dios era independiente de la iglesia o la Biblia. Tal movimiento requería un nombre independiente que mostrara su naturaleza verdadera. La invención del término «deísmo», sin embargo, se remonta al siglo XVI.
Fue Pierre Viret, un discípulo de Juan Calvino, quien usó el término por primera vez, en 1564, en su obra Instruction chrétienne en la doctrine de la Loi et de l'Évangile. Viret decía que era una expresión que los deístas contraponían al ateísmo, para evitar posteriores acusaciones. La emergencia de esta palabra a mediados del siglo XVI se asocia principalmente a la recuperación de obras de la antigüedad. Por eso, se cree que los deístas a los que se refería Viret eran humanistas cuyas lecturas de los clásicos los habían alejado de la creencia cristiana y quienes habían entonces acuñado una palabra para denotar la mera creencia en Dios. Betts, no obstante, piensa que el desarrollo del deísmo en Lyon permite una interpretación diferente, a saber que el origen del término «deísmo» subyace en el movimiento antitrinitario, que era en ese momento un fenómeno importante en la vida religiosa europea. Usando la palabra «deístas», Viret probablemente se estaba refiriendo a un grupo de lioneses antitrinitarios.

## Principales características
Como los deístas no tienen teología, autoridades definidas o jerarquía de ningún tipo, hay una gran diferenciación entre las creencias personales de sus miembros. Sin embargo, es posible esbozar algunas características generales que son comúnmente aceptadas por los deístas.

### Dominancia de la razón
El deísmo es una ideología basada en la razón que afirma la existencia de Dios mediante el uso de la razón, en contraposición a la revelación o la instrucción dogmática de las religiones. 

### Anticristianismo y antitrinitarismo
El deísmo no siempre rechaza la trinidad, en cuanto se refiera a la coexistencia de tres hipóstasis en una misma sustancia, que solo se diferencien por sus relaciones. No obstante, por lo general rechaza el origen divino y la autoridad de la Biblia y consecuentemente también rechaza la encarnación, los milagros y las fuerzas sobrenaturales.

### Naturalismo
El deísmo enfatiza la revelación natural y critica la idea de las revelaciones sobrenaturales por la poca confiabilidad del canon de las Escrituras, creado por humanos. Limita la función de Dios a la creación, sin mayores intervenciones. Su concepto de Dios está construido en un modelo mecanicista en el que el mundo opera por leyes naturales.

### Libre albedrío
El deísmo por lo general rechaza el libre albedrío, en virtud del determinismo que es impuesto por las leyes naturales y por la omnisciencia divina.

### Anticlericalismo
El deísmo critica el carácter autoritario del clero.

## Contexto filosófico y científico
Desde 1730 hubo un culto internacional a Newton y Locke. Mientras los propagandistas de la ilustración eran franceses, sus santos patronos y pioneros eran británicos. Francis Bacon, Isaac Newton y John Locke tenían una reputación tan espléndida en el continente que eclipsaban las ideas revolucionarias de René Descartes. El deísmo recibía apoyo indirecto de la física de Isaac Newton y de la filosofía de John Locke.

### Las bases científicas
El deísmo, en parte, debió su aceptación intelectual al éxito de la mecánica newtoniana. Newton fue capaz de demostrar que grandes cantidades de datos observaciones particulares podían ser explicados mediante unos principios universales. Los éxitos de Newton al explicar la mecánica terrestre y la mecánica celestial hicieron que se desarrolle rápidamente la idea de que la naturaleza y el universo podían ser explicados como una gran máquina que operaba mediante una serie de leyes universales. Esta visión es muchas veces llamada mecanicista. La implicación religiosa sería clara: la idea del mundo como una máquina inmediatamente sugería la idea de un diseño inteligente. El mismo Newton apoyaba esta interpretación. El mundo físico, de acuerdo con Newton, era explicaba mediante leyes universales y uniformes que podían ser descubiertas mediante la observación y que podían ser formuladas mediante las matemáticas. Mediante la comprensión de estas leyes, la razón podía explicar cualquier evento cósmico que antes hubiera sido atribuido a la intervención divina. Este sistema había sido diseñado y producido por un creador inteligente y poderoso. Aunque estaba cercano al deísmo, Newton difería de los deístas estrictos en cuanto había recurrido a Dios como una causa física especial para explicar cómo los planetas se mantenían en sus órbitas estables. Creía en las profecías bíblicas, pero rechazaba las doctrinas de la trinidad y de la encarnación como irracionales. La teoría física de la mecánica de Newton trataba al universo como si fuera una máquina construida por un Dios creador y que seguía funcionando con sus propios principios independientemente de la interferencia del Dios creador, pero sus implicancias abarcaban mucho más que el movimiento y el cambio físico.
Los philosophes de mediados del siglo XVIII en Francia desarrollaron esta visión mecanicista del universo en una versión radicalmente revisada del cristianismo, el deísmo. Tomando la noción de Newton del universo como un gran reloj construido por el creador y luego puesto en marcha, los deístas decían que todo tenía su propio conjunto de principios racionales que Dios había establecido y que solamente podían ser entendidos mediante el uso de la razón. Esto significó que el funcionamiento de los seres humanos y del mundo físico podían ser entendidos sin recurrir a la religión, el misticismo o la divinidad. Los deístas no eran ateos, solamente afirmaron que todo lo concerniente al mundo físico y humano podía ser comprendido independientemente de los asuntos y las explicaciones religiosas.

### Las bases filosóficas
Las ideas de John Locke supusieron un sustento epistemológico, a pesar de que Locke no era deísta. Locke aceptó la existencia de Dios, como una causa incausada, ser necesario, eterno y omnisciente. También creía en la revelación cristiana, pero consideraba que la razón debía ser el juez último de toda verdad. Las verdades reveladas, que consistían en las pruebas indirectas a partir de las Escrituras y la tradición, eran menos fiables que las cosas que la razón conocía directamente. Rechazó por eso ciertas doctrinas cristianas, tales como la trinidad y la encarnación, que a su juicio eran irracionales e incoherentes. Sin embargo, se consideraba  a sí mismo cristiano, ya que aceptaba que Jesucristo era el mesías predicho por la profecía bíblica y tampoco tenía problema en admitir los milagros que la Biblia adscribía a Jesús y a los profetas. Sus dos trabajos que influenciaron el desarrollo del deísmo inglés fueron Ensayo sobre el entendimiento humano, que publicó en 1689, y Racionabilidad del cristianismo, que publicó en 1695. Locke permitió que los deístas construyeran una epistemología basada en fundamentos empíricos. John Toland y otros deístas ingleses fueron extremamente influenciados por sus pensamientos.

## Deísmo inglés

### Edward Herbert de Cherbury
El deísmo inglés comenzó con las ideas de Edward Herbert de Cherbury, en 1624. Herbert pensaba que la revelación era innecesaria, porque, en el comienzo, Dios había impreso en el alma humana cinco ideas religiosas innatas: la existencia de Dios, el culto divino, la práctica de la virtud, el arrepentimiento de los pecados y la inmortalidad personal. Con estas ideas, el humano podía percatarse de que existe Dios, de que hay una ley moral y de que sus acciones serán compensadas o castigadas en una vida futura y podía por lo tanto llegar a salvarse. 
Estas ideas fueron adoptadas por Charles Blount en 1683 y 1695. Las nociones de ideas innatas y de una religión natural fundamentaron el deísmo inglés, hasta su decadencia a mediados del siglo XVIII. John Locke proveyó de una nueva epistemología basada en fundamentos empíricos y la apertura en asuntos que trascienden la razón.

### John Toland
John Toland es conocido por su célebre trabajo Cristianidad no misteriosa, que fue ampliamente influenciado por el Ensayo sobre el entendimiento humano de Locke. Adhiriéndose a la epistemología lockeana, Toland sostiene la razón es el fundamento de la certeza. Al igual que Locke, entendía a la razón como una facultad mental. Pensaba que era el sentido común mediante el que todos afirmaban o negaban ideas y percepciones según estuvieran de acuerdo o en desacuerdo, amaban y deseaban lo que les parecía bueno y odiaban y evitaban lo que pensaban malvado. Sostenía también que Dios trascendía la razón. Sus creencias eran cercanas al panteísmo y fue quien acuñó esta palabra para referirse a la filosofía de Spinoza.

### Anthony Collins
El primer libro de Anthony Collins, Ensayo sobre el uso de la razón, fue publicado en 1707. Collins define la razón como la facultad de la mente mediante la que percibe la verdad, la falsedad, la probabilidad, la improbabilidad y las proposiciones. Además, divide a las verdades en demostrativas, intuitivas y probables y subdivide a estas últimas en los testimonios y en las demostraciones en las que las conexiones entre ideas son meramente probables. Con todo esto, sostiene que las revelaciones son verdades meramente probables que subyacen ampliamente en el testimonio. Sostenía también que no hay distinción real entre las proposiciones contrarias a la razón y las proposiciones superiores a la razón, por lo que, si una proposición trasciende a la razón, necesariamente es contraria a la razón y es falsa. Por eso, solo podía creer en Dios en la medida que era razonable.  

## Deísmo francés
El pensamiento francés, desde el Renacimiento al Iluminismo, estuvo impregnado con visiones antirreligiosas, que empezaron con el deísmo del siglo XVI, descrito por Pierre Viret, y culminaron con el ateísmo del siglo XVIII de Voltaire y Rousseau.
El deísmo francés era antirreligioso y bastante cercano al ateísmo, panteísmo y escepticismo. Francia tuvo su propia tradición de escepticismo religioso y teología natural. Los primeros escritores franceses deístas compartían pocas características sociales. La mayor parte de ellos eran laicos educados. Gilbert era un abogado provincial, Lahontan era un aventurero aristocrático y el Militaire philosophe era un soldado profesional: a nivel social no existía vínculo que los conecte. Muchas de las obras tempranas de deísmo francés anteriores a 1715 eran manuscritos clandestinos. Hay tres factores comunes a estas obras tempranas, como explica Betts. Las experiencias de viajes, las divisiones internas del cristianismo y la idea de una religión natural. La continua influencia del pensamiento cartesiano reforzaba este último punto. La religión natural había sido combinada con el cartesianismo en un gran número de obras racionalistas cristianas y, en escritores como Gilbert y el Militaire philosophe, esta combinación favorecía el deísmo. Gueudeville, Lahontan y el Militaire philosophe habían hecho viajes en los que habían observado y experimentado conflictos producidos por la intolerancia dogmática apoyada por el Estado. Después de 1715, los trabajos tempranos de Montesquieu y Voltaire representaron una conclusión de este primer periodo de deísmo francés y el comienzo del iluminismo. 

### Militaire philosophe
El Militaire philosophe fue un militar anónimo que escribió Difficultés sur la religion proposées au père Malebranche, en 1710. Se trata de una obra en la que se critica, desde una perspectiva racionalista, todos los motivos por los que se dice que el cristianismo es verdad y después se construye un sistema completo en el que Dios es la justicia trascendente.

### Jean Meslier
Jean Meslier escribió Memoire, que se trata del primer manifiesto ateo en los tiempos europeos modernos.

### Julien Offray de La Mettrie
Julien Offray de La Mettrie fue un físico y filósofo francés, temprano exponente del materialismo francés. en 1747, publicó L'uomo, machine, un tratado en el que defendió la naturaleza mecanicista del humano. También defendió una visión ética puramente basada en el placer y abogó por el ateísmo como el único medio para liberar a los seres humanos de varias formas de opresión que impiden el progreso.

### Voltaire
Voltaire defiende el deísmo en su Traité sur la Tolerance, su Dictionaire Philosophique y sus Lettres Philosophiques. En ese momento, se pensaba que la idea de Dios era necesaria para garantizar la moral, es decir, el humano creía en Dios porque, si bien adquiría felicidad al hacer lo moral, estaba convencido de que no y proyectaba esta felicidad a una vida futura. Por eso, Voltaire sostenía que todos los hombres podían percibir a Dios mediante el uso de su razón, que compartían una religión natural y que ninguna de las religiones existentes podían monopolizar las verdades concernientes a Dios y a la moralidad, así como defendía que el comportamiento no dependía de la revelación divina ni de la mediación clerical, sino de la moralidad natural fundamentada en la conciencia y la razón de cada hombre. Con respecto al judeocristianismo, sin embargo, afirmaba que sostenía proposiciones que sencillamente sucumbían ante el análisis racional.